# Escut de Bocairent
L'escut de Bocairent és un símbol representatiu oficia de Bocairent, municipi del País Valencià, a la Vall d'Albaida. Té el següent blasonament:
| « | Escut quadrilong de punta redona. En camp d'atzur, un pont amb dues torres d'argent, maçonat i aclarit de sable, sobre un riu d'argent. En cap, cairó d'or amb quatre pals de gules, acostat de dues claus d'argent. Per timbre, una corona reial oberta. | » |

## Història
Resolució del 9 de novembre de 2006, del conseller de Justícia, Interior i Administracions Públiques, per la qual es rehabilita l'escut heràldic d'ús immemorial. Publicat en el DOGV núm. 5.401, del 4 de desembre de 2006. Es tracta d'una modificació de l'escut aprovat mitjançant el Decret 3326/1973, del 21 de desembre i publicat al BOE núm. 5, del 5 de gener de 1974.
L'escut tradicional de la vila presenta un pont amb dues torres sobre un riu, el Clariano. Segons la tradició, les dues torres representen els castells de Bocairent i Banyeres, el terme del qual va pertànyer a Bocairent fins al 1618. L'escudet amb els quatre pals commemora el caràcter de vila reial, amb vot a corts. Les dues claus, que acostumen a indicar que aquella població és una de les portes d'entrada al País Valencià (les que es troben a la línia Biar-Busot, que no és el cas de Bocairent), són un afegitó posterior.